# Lago di Tenarda
Il lago di Tenarda è un lago artificiale della Liguria.

## Caratteristiche

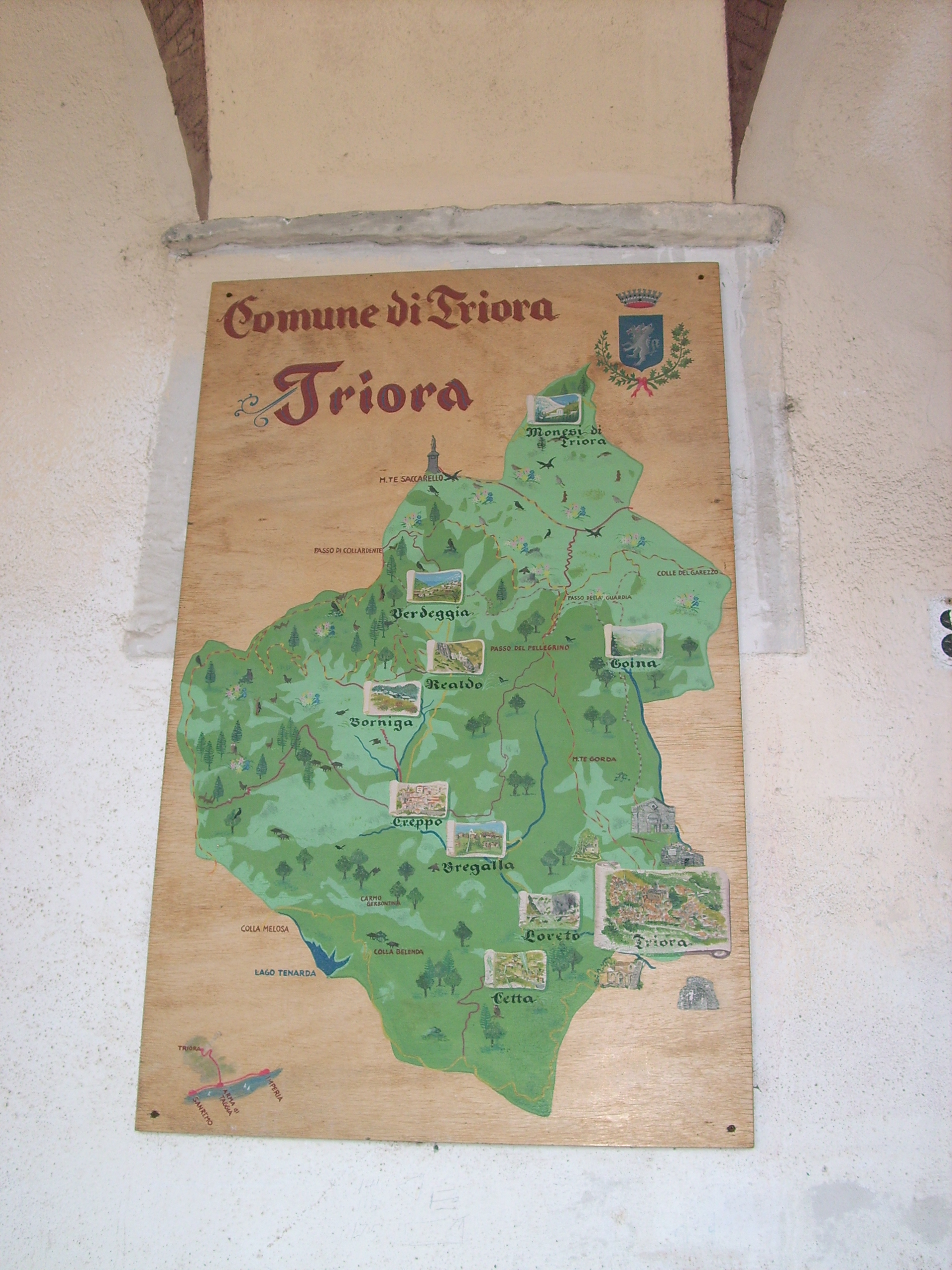
Carta dipinta del comune di Triora su una casa a Triora, è visibile il lago di Tenarda.

L'invaso è situato in val Nervia sulle Alpi Liguri a più di 1.330 m d'altezza in provincia di Imperia, non lontano dallo spartiacque con la val Roia che lo divide dal comune francese di Saorge. Il lago è quasi interamente compreso nel comune di Triora e solo una piccola parte è compresa nel comune di Pigna, dove però si trova la diga.

## Storia
Il bacino artificiale venne aperto nel 1963 come risorsa idrica per uso potabile e per l'irrigazione, la diga è a gravità ordinaria, realizzata in calcestruzzo, e può contenere 2 milioni di metri cubi d'acqua ed è gestita dall'AMAIE (Azienda Municipalizzata Acquedotto e Impianto Elettrico) con sede a Sanremo. Dal 2007 il lago è entrato a far parte del Parco naturale regionale delle Alpi Liguri.